# Sertularia ligulata
Sertularia ligulata är en nässeldjursart som beskrevs av Thornely 1904. Sertularia ligulata ingår i släktet Sertularia och familjen Sertulariidae. Inga underarter finns listade i Catalogue of Life.